# Rajca
Rajca (makedonska: Рајца) är en ort i Nordmakedonien. Den ligger i kommunen Resen, i den sydvästra delen av landet, 110 kilometer söder om huvudstaden Skopje. Rajca ligger 902 meter över havet och antalet invånare är 144.